# André Lichtenberger
André Lichtenberger, född 29 november 1870, död 23 mars 1940, var en fransk författare. Han var brorson till Frédéric och Ernest Lichtenberger samt bror till Henri Lichtenberger.
Lichtenberger framträdde på 1890-talet med en del studier över socialismen i Frankrike och väckte 1898 uppmärksamhet som skönlitterär författare med romanen Mon petit Trott, där han ger en återspegling i barnperspektiv av det mänskliga livet. Samtidigt som Lichtenberger vidareutvecklade denna för honom egna genre, utgav han under 1900-talet ett betydande antal historiska och modernt socialanalytiska romaner, utmärkta av en sober stil och rask handling. Från 1907 var Lichtenberger redaktör för tidskriften L'Opinion.